# Mimoppia tenuiseta
Mimoppia tenuiseta är en kvalsterart som först beskrevs av Wallwork 1961.  Mimoppia tenuiseta ingår i släktet Mimoppia och familjen Oppiidae. Inga underarter finns listade i Catalogue of Life.